# Andrzej Celarek
Andrzej Celarek, ps. „Sawa” (ur. 30 listopada 1920 w Krakowie, zm. 5 stycznia 2016 w Chałupach) – polski dziennikarz i publicysta historyczny, uczestnik powstania warszawskiego.

## Życiorys
Urodził się w Krakowie, ale w wieku dziesięciu lat, po śmierci ojca, przeniósł się do Warszawy. Tam kształcił się w Liceum Samochodowo–Lotniczym. W czasie okupacji niemieckiej działał w konspiracji. Był żołnierzem Armii Krajowej. Walczył w powstaniu warszawskim w batalionie „Bałtyk”. 4 sierpnia 1944 był ranny przy ul. Puławskiej 139. Wzięty do niewoli przebywał w stalagu X B Sandbostel.
Po powrocie do Polski pracował w „Kurierze Wrocławskim” jako dyrektor artystyczny. Publikował również na jego łamach komiks o „Józku i Walerku”. Później przeprowadził się na Pomorze, najpierw do Pucka, a potem do Chałup. Zajmował się publicystyką historyczną.

## Książki Andrzeja Celarka
- Bitwa o Zatokę Leyte, Gdańsk 1960 (seria Miniatury Morskie)
- Morski dywizjon lotniczy. Wspomnienia lotników (2002, II wyd. 2013)
- Sterowce w pierwszej wojnie światowej (2006)